# Темперлей (футбольный клуб)
Клуб Атлетико «Темперлей» (исп. Club Atlético Temperley) — аргентинский спортивный клуб одноимённого города округа Ломас-де-Самора (провинция Буэнос-Айрес). Наиболее известен благодаря своей футбольной команде, но в клубе культивируется более десятка видов спорта.

## История
Предшественником «Темперлея» был Футбольный клуб «Сентенарио» (Centenario Foot-Ball Club), основанный в 1910 году и названный в честь столетия Майской революции. Спустя два года, 1 ноября 1912 года (по другим данным, 4 ноября), игроки «Сентенарио» образовали клуб «Темперлей». В 1917 году «Темперлей» присоединился к Ассоциации футбола Аргентины, спустя два года стал выступать во Втором дивизионе чемпионата страны. В 1923 году команда дебютировала в Высшем дивизионе чемпионата Аргентины под эгидой Ассоциации аргентинского футбола (на тот момент проводился и параллельный турнир Ассоциацией любительского футбола), заняв 11-е место из 23 участников. В следующем году «Темперлей» добился наивысшего достижения в своей истории, заняв второе место в чемпионате вслед за «Бокой Хуниорс». В следующем году «Темперлей» был четвёртым. В 1926 году команда начала сезон в Высшем дивизионе, но из-за проблем с Ассоциацией была вынуждена продолжить выступления во втором дивизионе (такие же проблемы возникли ещё у пяти клубов).
В 1932 году игроки клуба «Архентино де Банфилд» перешли в «Темперлей» и клуб был переименован в «Архентино де Темперлей». В 1935 году команде было возвращено прежнее название. В те годы команда играла в смешанной лиге с участием как профессиональных, так и любительских команд под эгидой Ассоциации футбола Аргентины.
В следующий раз участником Примеры Темперлею удалось стать в середине 1970-х годов — с 1975 по 1977 год. С 1983 по сезон 1986/87 «Темперлей» также играл в Высшем дивизионе. После проигрыша «Платенсе» со счётом 0:2 в стыковом матче за право играть в Примере «Темперлей» почти на три десятилетия покинул элиту.
В 1991 году клуб был объявлен банкротом (долги составили 400 тысяч долларов) и до 1993 года полностью прекратил активность в футболе. В следующие два десятилетия команда постоянно поднималась или опускалась в низших дивизионах чемпионата Аргентины. В сезоне 2013/14 «Теперлей» занял 2-е место в Примере B Метрополитана и завоевал путёвку во Второй дивизион в плей-офф. В 2014 году Ассоциация футбола Аргентины объявила о реформе чемпионата страны. Состав Примеры 2015 должен был быть расширен за счёт добавления десяти команд из Примеры B Насьональ, которая была разбита на две группы, от каждой из которых в Примеру выходило по пять команд. «Темперлей» занял третье место в Зоне B и завоевал путёвку в Примеру на 2015 год.

## Титулы и достижения
- Вице-чемпион Аргентины в любительский период (1): 1924
- Чемпион Второго дивизиона (Примера B Метрополитана[6]) (1): 1974